# Latitude Financial Services
Latitude Financial Services (abreviado como Latitude Financial o Latitude) es una compañía australiana de servicios financieros con sede en Melbourne, Victoria, aunque también hace negocios en Nueva Zelanda bajo el nombre Gem Finance. Su negocio principal es la financiación del pequeño consumo a través de una gran variedad de servicios, incluyendo préstamos personales sin garantía, tarjetas de crédito, préstamos para la adquisición de coches o electrodomésticos, seguros personales, financiamiento minorista sin intereses y consumo en general.
En 2018, tenía alrededor de un 6% de cuota de mercado en préstamos personales en Australia, es decir, era la compañía más importante del mercado minorista de créditos no bancarios de Australia.

## Historia
Latitude Financial comenzó como una empresa de préstamos personales para la adquisición de automóviles en Australia y Nueva Zelanda con el nombre de AGC, Australian Guarantee Corporation. La empresa fue adquirida en 2002 por Westpac, una compañía de GE Capital, la unidad de servicios financieros del conglomerado multinacional estadounidense General Electric.
GE Capital vendió su negocio de Australia y Nueva Zelanda en 2015 a un consorcio liderado por Deutsche Bank, Kohlberg Kravis Roberts y Värde Partners. La empresa pasó a llamarse Latitude Financial Services, designando a Sean Morrissey como su nuevo CEO.